# モノステアリン酸グリセロール
モノステアリン酸グリセロール(Glycerol monostearate, GMS)は、食品の乳化剤として用いられるモノグリセリドである。白色無臭で甘い薄片状粉末であり、吸湿性を持つ。化学的には、ステアリン酸のグリセロールエステルである。

## 構造、合成、天然の存在
モノステアリン酸グリセロールには、モノステアリン酸-1-グリセロールとそのエナンチオマー、モノステアリン酸-2-グリセロールの3つの立体異性体が存在する。これらの性質は似ており、通常は混合物として得られる。
食品に用いるものは、野菜や動物の脂肪由来のトリアシルグリセロールとグリセロールからグリセロリシス反応（グリセロール分解）により作る。
天然には、膵リパーゼによる脂肪の分解生成物として、体内で生成する。また、種子からとれる油の中にも非常に低濃度で含まれることがある。

## 利用
モノステアリン酸グリセロールは、増粘剤、乳化剤、固化防止剤、防腐剤等の用途で、食品添加物として用いられる。また、吸湿性粉末の保護、医薬品の離型剤や樹脂潤滑剤、化粧品やヘアケア製品にも使用されている。
「こく」を与えるためや老化防止剤として、パン製造では広く用いられている。アイスクリームやホイップクリームには、滑らかな食感を与える。
プラスチックに添加すると、帯電防止剤、白化防止剤として作用し、食品用包装材に用いられる。